# 皮纽埃卡尔-甘杜利亚斯
皮纽埃卡尔-甘杜利亚斯，是西班牙马德里自治区的一个市镇。总面积18平方公里，总人口187人（2001年），人口密度10人/平方公里。